# Manala (album)
Manala je osmé studiové album finské folk metalové kapely Korpiklaani. To bylo vydáno na 3. srpna 2012 prostřednictvím Nuclear Blast. "Manala" bylo vydáno ve dvou verzích, ve finštině a v angličtině.

## Seznam skladeb
| Pořadí         | Název                 | Hudba             | Text             | Délka |
| -------------- | --------------------- | ----------------- | ---------------- | ----- |
| 1.             | Kunnia                | Järvelä           | Keskimäki        | 3:25  |
| 2.             | Tuonelan tuvilla      | Järvelä           | Järvelä          | 3:10  |
| 3.             | Rauta                 | Järvelä           | Keskimäki        | 3:06  |
| 4.             | Ruumiinmultaa         | Järvelä           | Jyrkäs           | 3:37  |
| 5.             | Petoeläimen kuola     | Järvelä           | Keskimäki        | 3:15  |
| 6.             | Synkkä                | Järvelä           | Keskimäki        | 5:25  |
| 7.             | Ievan polkka          | folková           | Kettunen         | 3:08  |
| 8.             | Husky Sledge          | Rounakari         | -instrumentální- | 1:48  |
| 9.             | Dolorous              | Järvelä           | -instrumentální- | 3:05  |
| 10.            | Uni                   | Aaltonen, Järvelä | Keskimäki        | 3:49  |
| 11.            | Metsälle              | Järvelä           | Järvelä          | 5:41  |
| 12.            | Sumussa hämärän aamun | Aaltonen, Järvelä | Keskimäki        | 6:19  |
| Celková délka: | Celková délka:        | Celková délka:    | Celková délka:   | 45:48 |